# مدينة فكتوريا

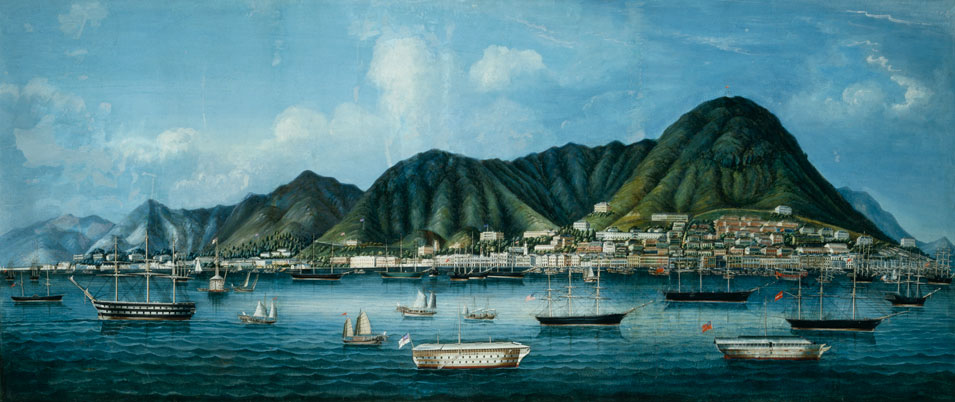
رسم زيتي لمدينة فكتوريا، يعودُ إلى ما بينَ عامي 1860 و1865.

مدينة فكتوريا هي واحدةٌ من أولى المستوطنات الحضرية التي أقيمت في هونغ كونغ بعد تحوُّلها إلى مستعمرة بريطانية عام 1842. سُمِّيت في أول الأمر كوينزتاون (بلدة الملكة)، ثم شاعَت تسميتها بـ«فكتوريا». كثيراً ما يقال عنها أنها عاصمة هونغ كونغ، ولا زالت كافَّة الأجهزة الحكومية في هونغ كونغ تقريباً تقيم مقارَّها ومراكزها الرئيسية ضمن حدودها.
كانت تغطّي مدينة فكتوريا معظم ما باتَ اليوم مناطق سنترال وشوينغ وان ووان تشاي بهونغ كونغ، إلا أنَّ اسمها فكتوريا استبدل بـسنترال بين عامة الناس. مع ذلك، لا زال اسم مدينة فكتوريا غالباً في أسماء العديد من المنظمات والأماكن.,

## التاريخ
وسَّعت الحكومة البريطانية في عام 1857 حدود مدينة فكتوريا، وقسَّمتها إلى أربعة مقاطعاتٍ أطلق على الواحدة منها اسم الوان (環، وتعني حرفياً الحلقات). فكانت ساي وان (الحلقة الغربية) وشوينغ وان (الحلقة العليا) وتشونغ وان (الحلقة الحلقة الوسطى، سنترال حالياً) وها وان (الحلقة الدنيا، وان تشاي حالياً). وباستثناء الأخيرة - ها وان - فلا زالت جميع المقاطعات الأخرى تُسمَّى بنفس أسمائها القديمة باللغة الصينية حتى الآن.
بحلول تسعينيات القرن التاسع عشر، امتدَّت حدود مدينة فكتوريا لنحو ستة أميالٍ من الشرق إلى الغرب بحذاء شريط جزيرة هونغ كونغ الساحلي. شُيِّدت الأبنية من الغرانيت والقرميد، فيما أصبحت وسيلة المواصلات الأساسية هي الحافلات والقطار حديث البناء.